# Isthmomys pirrensis
Isthmomys pirrensis é uma espécie de roedor da família Cricetidae.
Apenas pode ser encontrada no Panamá.
Os seus habitats naturais são: florestas subtropicais ou tropicais húmidas de baixa altitude.